# Церковь Бориса и Глеба в Новгородском детинце
Церковь Бориса и Глеба во граде (Церковь Бориса и Глеба в кремле, в Околотке) — несохранившийся православный храм в Великом Новгороде, располагавшийся в детинце.
Церковь Бориса и Глеба во граде (в кремле) или над Волховом, на конце Пискупли улицы, в Околотке, в Детинце впервые известна как деревянная церковь 1146 года. Каменная же церковь взамен деревянной заложена Садко Сытинычем (Съдко Сытиниць) в 1167 году, Садко Сытиныч стал, вероятно, прототипом героя былин — Садко. Церковь была освящена архиепископом Иоанном в 1173 году. Согласно данным начала 1620-х — церковь Бориса и Глеба была ружной.

## Археологическое изучение
Бытовало мнение, что на её месте — на конце Пискупли улицы, стояла первая тринадцатиглавая деревянная церковь Софии Премудрости Божией, предшественница каменного Софийского собора, но по результатам археологических раскопок это предположение было опровергнуто. Фундаменты церкви были раскрыты в 1940 году во время раскопок под руководством Александра Строкова, при этом в западной части фундамента была найдена резная известняковая капитель с орнаментом, большое количества каменных крестов и др., были обнаружены погребения под полом церкви, причём в пяти из них сохранились фрагменты диадем. По результатам реконструкции это монументальное здание не имело аналогов в новгородском зодчестве XII века как по своим размерам, так и по использованию резных украшений.

## Церковь Андрея Стратилата и церковь Бориса и Глеба
Церковь Андрея Стратилата, ныне стоящая в детинце близ того места (южнее), где была церковь Бориса и Глеба, называется в росписях 1577—1589 годов (росписи ружных церквей) и 1615 года придельной, но по Семисоборной росписи и росписи 1617 года в церкви Бориса и Глеба не было придела. В 1969 году в нижней части церкви Андрея Стратилата Михаил Каргер и Григорий Штендер обнаружили и изучили остатки лестничной башни церкви Бориса и Глеба.

## История
В 1262 году церковь сгорела от попадания молнии, после чего была восстановлена, но в самом начале XIV века — рухнула. В 1305 году новая каменная церковь была вновь освящена архиепископом Феоктистом, после завершения строительства, начатого в 1302 году, причём Феоктист в 1300 году в ещё несгоревшей церкви Бориса и Глеба был знаменован на владычную кафедру.
Храм был поновлён в середине XIV века за счёт серебра, полученного от похода на Ореховец. В 1405 году из-за пожара, охватившего Людин конец, церковь опять сгорела и только в 1441 году по указанию архиепископа Евфимия была отстроена вновь, а в 1442 году к храму была добавлена новая глава после явления чуда мироточения иконы Богоматери во время литургии .
В 1652 году церковь рухнула и с тех пор более не восстанавливалась.

## Историческое значение
Предания также связывают эту церковь с хранившимися в ней «палицами Перуна», которые новгородцы использовали во время междусобиц. По приказу митрополита Никона в 1652 году эти палицы были сожжены:
и тако преста бесовское то тризнище отоле со оловянными наконечниками тяжкими
 По мнению академика В. Л. Янина, эти сведения о палицах, «связующие языческие и христианские реалии», делают церковь Бориса и Глеба во граде хранительницей древних традиций, что «дополняет характеристику памятника как имеющего особое значение в структуре новгородской и церковной политической организации».
Церковь Бориса и Глеба во граде — духовный центр Прусской улицы, упоминается в уставе Ярослава Мудрого о мостех (о порядке мощения улиц Торговой стороны и Детинца, а также сооружения Великого моста), как конечный пункт обязанности мощения улицы жителями. Предполагают также, исходя из летописных сведений, что церковь была «вечевым храмом» Людиного конца и Прусской улицы. Церковь Бориса и Глеба во граде изображена на иконе «Видение пономаря Тарасия» и на омофоре патриарха Никона.